# Coupe d'Irlande de football 1949-1950
Navigation
Édition précédente Édition suivante
La Coupe d'Irlande de football 1949-1950, en anglais The Football Association of Ireland Challenge Cup, est la 29e édition de la Coupe d'Irlande de football organisée par la Fédération d'Irlande de football. La compétition commence le 18 février 1950, pour se terminer le 23 avril 1950. Le Transport Football Club remporte pour la première fois la compétition en battant en finale le Cork Athletic. La compétition a du mal à accoucher d'un vainqueur. Il faut en effet trois rencontres pour départager les deux finalistes.

## Organisation
La compétition rassemble seize clubs. Ils évoluent dans le championnat d'Irlande ou en Leinster League.
En cas de match nul, le match est rejoué. 

## Premier tour
Les matchs se déroulent les 18 et 19 février 1950. Les matchs d'appui ont lieu les 22 et 23 février 1950 puis le 1er mars.
| Club recevant             | Score | Club visiteur         | Date            |
| ------------------------- | ----- | --------------------- | --------------- |
| Jacob's                   | 0-1   | Shamrock Rovers       | 18 février 1950 |
| AOH                       | 2-1   | Dundalk FC            | 19 février 1950 |
| Albert Rovers             | 2-2   | longford Town         | 19 février      |
| Drumcondra FC             | 2-3   | Cork Athletic         | 19 février      |
| St. Patrick's Athletic FC | 3-1   | Shelbourne FC         | 19 février      |
| Limerick Football Club    | 1-2   | Bohemian FC           | 19 février      |
| Sligo Rovers              | 3-0   | Saint James's Gate FC | 19 février      |
| Waterford United          | 1-1   | Transport FC          | 19 février      |
|                           |       |                       |                 |
| Transport FC              | 2-0   | Waterford United      | 22 février      |
| longford Town             | 0-0   | Albert Rovers         | 23 février      |
|                           |       |                       |                 |
| Albert Rovers             | 2-1   | longford Town         | 1er mars        |

## Deuxième tour
Les matchs de déroulent le 11 et 12 mars 1950, le match d'appui le 16 mars.
| Club recevant   | Score | Club visiteur             | Date         |
| --------------- | ----- | ------------------------- | ------------ |
| Bohemian FC     | 1-2   | Transport FC              | 11 mars 1950 |
| AOH             | 0-1   | St. Patrick's Athletic FC | 12 mars 1950 |
| Shamrock Rovers | 1-1   | Cork Athletic             | 12 mars      |
| Sligo Rovers    | 2-0   | Albert Rovers             | 12 mars      |
|                 |       |                           |              |
| Cork Athletic   | 2-1   | Shamrock Rovers           | 16 mars      |

## Demi-finales
Les matchs se déroulent les 1er et 2 avril 1950. Ils se déroulent à Dalymount Park et à Milltown à Dublin. Le match d'appui est organisé le 5 avril.
| Première demi-finale | Transport FC        | 2-1 | Sligo Rovers | Milltown, Dublin |  |
| 1er avril 1950       | Lester pén · Duggan |     | Waters       |                  |  |

| Deuxième demi-finale | St. Patrick's Athletic FC | 1-1 | Cork Athletic | Dalymount Park, Dublin |  |
| 2 avril 1950         | Comerford                 |     | Broderick     |                        |  |

| Deuxième demi-finale, match d'appui | St. Patrick's Athletic FC | 2-2 | Cork Athletic | Dalymount Park, Dublin |  |
| 5 avril 1950                        | Cassidy                   |     | Vaughan       |                        |  |

| Deuxième demi-finale, deuxième match d'appui | Cork Athletic                          | 4-2 | St. Patrick's Athletic FC | The Mardyke, Cork |  |
| 12 avril 1950                                | Vaughan · Cronin · Broderick · O'Leary |     | Maher                     |                   |  |

## Finale
La finale se déroule le 23 avril 1950 à Dalymount Park à Dublin. Le match se terminant par un match nul, la finale est rejouée trois jours plus tard dans le même stade. Les deux équipes n'arrivant toujours à pas à se départager, un deuxième match d'appui est organisé à Dalymount Park le 5 mai 1950.
Le Transport Football Club remporte pour la première fois la Coupe d'Irlande. C'est le seul titre de l'histoire du club alors entraîné par Matt Giles, l'oncle de Johnny Giles. Le Transport est un club adossé à la compagnie nationale des bus, la CIÉ. L'essentiel des joueurs y travaillent pendant la semaine. Avant la finale, le Président du club demande à Giles d'organiser des entraînements quotidiens. Pendant donc deux semaines et demie à cause des matchs à rejouer, les joueurs deviennent footballeurs à plein temps. Ils sont pour cela indemnisés par leur club pour le manque à gagner quand ils ne peuvent se rendre au travail. Dans cette équipe un joueur a une histoire particulière pour cette finale. Mick Collins est licencié du club deux semaine avant la finale à cause d'un différend financier avec sa direction. Après le premier match d'appui, il est rappelé par sa direction, obtient les gages qu'il demandait auparavant et s'entraîne avec l'équipe lors de la semaine précédant la troisième rencontre. Il est titulaire en défense centrale lors de la victoire enfin obtenue au terme du deuxième match d'appui. Son influence est immédiate car c'est lui qui maîtrise la principale force offensive de Cork Paddy O'Leary. Il restera au club pour les saisons suivantes, devant capitaine de l'équipe puis manager du club.
| Finale        | Transport FC | 2-2     | Cork Athletic | Dalymount Park, Dublin                                   |                                                          |
| 23 avril 1950 | Lester 22e · Duggan 75e |         | O'Leary 4e · Cronin 15e | Spectateurs : 27 807 Arbitrage : W.H.E Evans (Liverpool) | Spectateurs : 27 807 Arbitrage : W.H.E Evans (Liverpool) |
| 23 avril 1950 | Paddy Carroll ; John "Pip" Meighan, Jim Loughran, Paddy Gibney, Jimmy Woods, John Kennedy, Paddy Doyle, Larry Kearns, Jimmy Duggan, Barney Lester, Bobby Smith. | Équipes | Tom Healy ; Jack O'Reilly, Dave Noonan, George Warner, Florrie Burke, Franck Cantwell, Johnny Vaughan, Murty Broderick, Paddy O'Leary, Paddy Cronin, Jackie Lennox. | Spectateurs : 27 807 Arbitrage : W.H.E Evans (Liverpool) | Spectateurs : 27 807 Arbitrage : W.H.E Evans (Liverpool) |

| Finale, match d'appui | Transport FC | 2-2     | Cork Athletic | Dalymount Park, Dublin                                   |                                                          |
| 26 avril 1950         | Smith 82e · Loughran 108e |         | O'Reilly 25e (pen.) · Lennox 102e | Spectateurs : 21 123 Arbitrage : W.H.E Evans (Liverpool) | Spectateurs : 21 123 Arbitrage : W.H.E Evans (Liverpool) |
| 26 avril 1950         | Paddy Carroll ; John "Pip" Meighan, Jim Loughran, Paddy Gibney, Martin Doyle, John Kennedy, Noel Doyle, Larry Kearns, Jimmy Duggan, Barney Lester, Bobby Smith. | Équipes | Tom Healy ; Jack O'Reilly, Martin O'Connell, George Warner, Florrie Burke, Franck Cantwell, Johnny Vaughan, Murty Broderick, Paddy O'Leary, Paddy Cronin, Jackie Lennox. | Spectateurs : 21 123 Arbitrage : W.H.E Evans (Liverpool) | Spectateurs : 21 123 Arbitrage : W.H.E Evans (Liverpool) |

| Finale, deuxième match d'appui | Transport Football Club | 3-1     | Cork Athletic Football Club | Dalymount Park, Dublin                                  |                                                         |
| 5 mai 1950                     | Lester 21e 50e · Duggan 82e |         | Vaughan 26e | Spectateurs : 26 406 Arbitrage : T. Seymour (Yorkshire) | Spectateurs : 26 406 Arbitrage : T. Seymour (Yorkshire) |
| 5 mai 1950                     | Paddy Carroll ; John "Pip" Meighan, Jim Loughran, Paddy Gibney, Mick Collins, John Kennedy, Paddy Doyle, Larry Kearns, Jimmy Duggan, Barney Lester, Bobby Smith. | Équipes | Tom Healy ; Jack O'Reilly, Dave Noonan, George Warner, Florrie Burke, Franck Cantwell, Johnny Vaughan, Murty Broderick, Paddy O'Leary, Paddy Cronin, Jackie Lennox. | Spectateurs : 26 406 Arbitrage : T. Seymour (Yorkshire) | Spectateurs : 26 406 Arbitrage : T. Seymour (Yorkshire) |